# Coteaux du Vern
Le site Coteaux du  Vern est une zone naturelle d'intérêt écologique, faunistique et floristique (ZNIEFF) française du département de la Dordogne, en région Nouvelle-Aquitaine.

## Situation
Dans le département de la Dordogne, en Périgord central, le site « Coteaux du Vern » s'étend sur 487 hectares, sur le territoire de sept communes : Creyssensac-et-Pissot, Grignols, Grun-Bordas, Manzac-sur-Vern, Saint-Mayme-de-Péreyrol, Saint-Paul-de-Serre et Vergt,.
En termes de superficie, cette ZNIEFF concerne principalement trois communes : Grun-Bordas (39 %), Saint-Paul-de-Serre (29 %) et Grignols (16 %), le reste étant réparti entre Saint-Mayme-de-Péreyrol (8 %), Manzac-sur-Vern (4 %), Creyssensac-et-Pissot (2 %), et Vergt (2 %).
La zone s'étage entre 92 et 142 mètres d'altitude sur certains coteaux en bordure du Vern, rivière dont les pertes importantes en milieu calcaire entraînent son assèchement une partie de l'année, ainsi que ceux de son affluent le Serre. Sur Grun-Bordas et Saint-Mayme-de-Péreyrol, ces coteaux sont essentiellement situés au sud-ouest du Vern, en rive gauche, et sur les autres communes, en rive droite, au nord et au nord-est des deux cours d'eau.

## Description
Le site « Coteaux du Vern » est une zone naturelle d'intérêt écologique, faunistique et floristique (ZNIEFF) de type I, c'est-à-dire qu'elle est de superficie réduite, avec des espaces homogènes d’un point de vue écologique et qu'elle abrite au moins une espèce et/ou un habitat rares ou menacés, d'intérêt aussi bien local que régional, national ou communautaire.
Elle est composée de coteaux calcaires du Crétacé dans un secteur en partie boisé ; son intérêt majeur réside dans la présence d'une espèce déterminante de plantes et quatre espèces d'oiseaux protégées au titre de la Directive oiseaux de l'Union européenne.
Des recensements y ont été effectués aux niveaux faunistique et floristique.

Coteaux du Vern, d'amont vers l'aval.
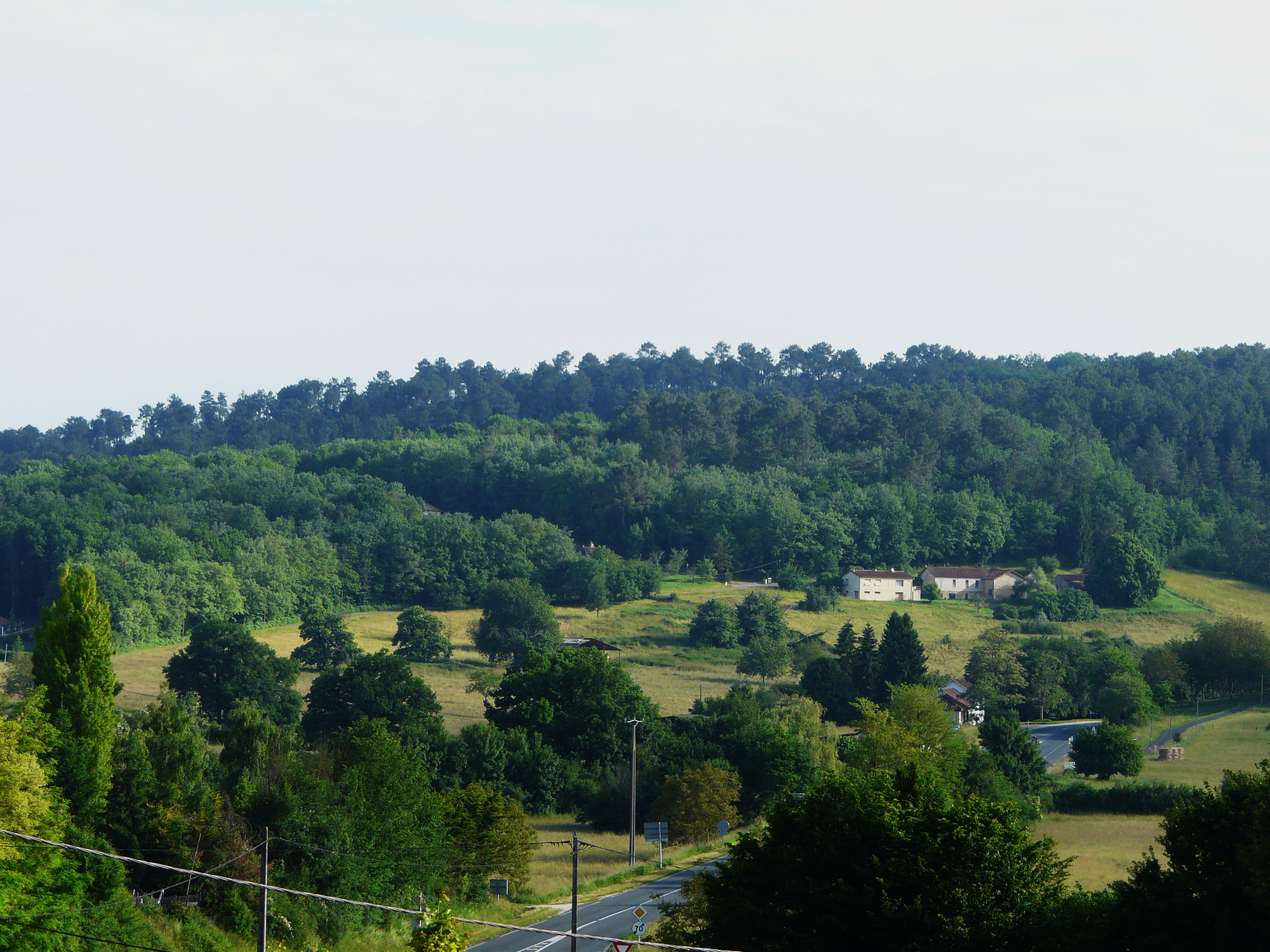
Vers le Champillou.
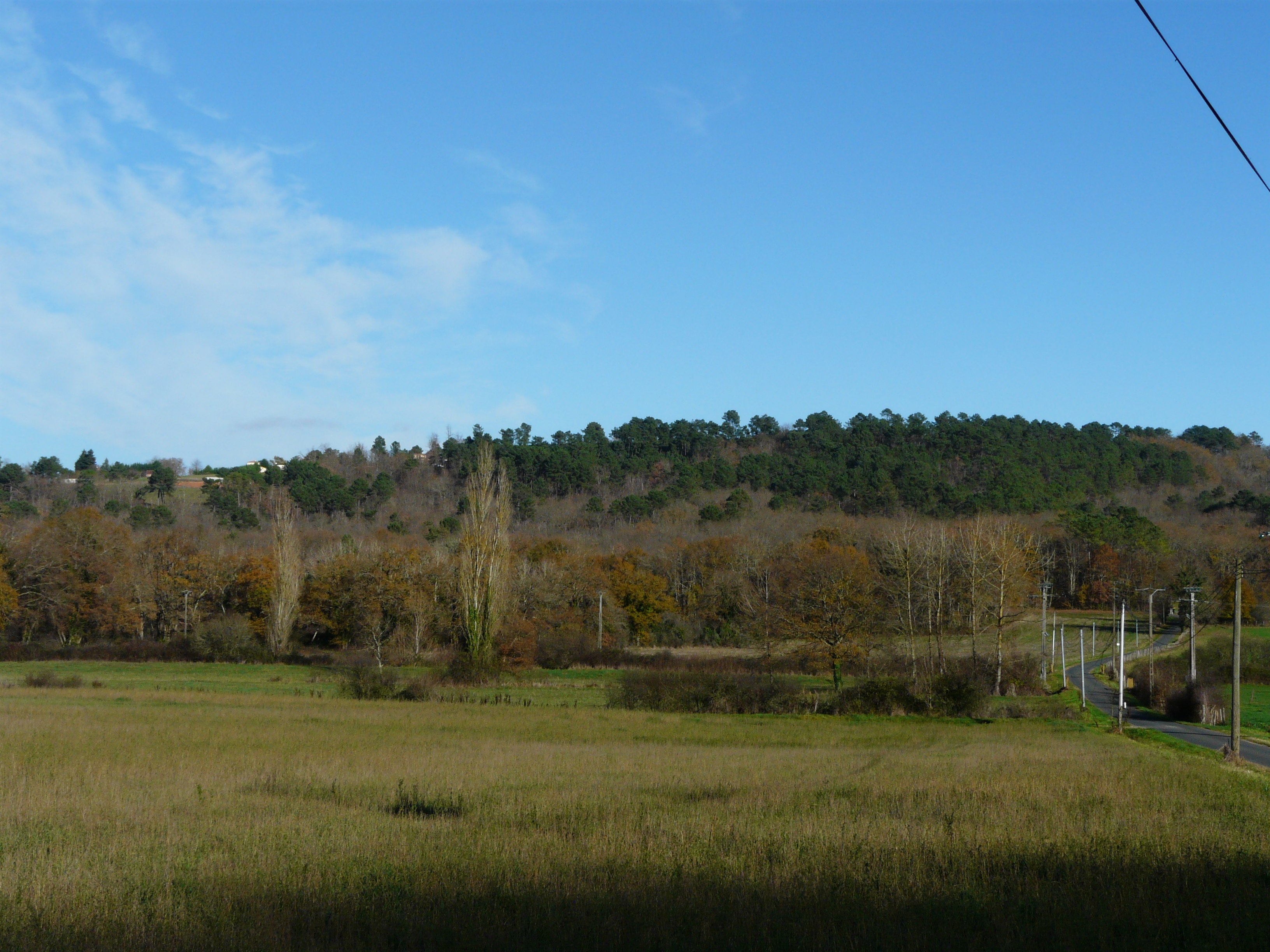
Vers les Clèdes.
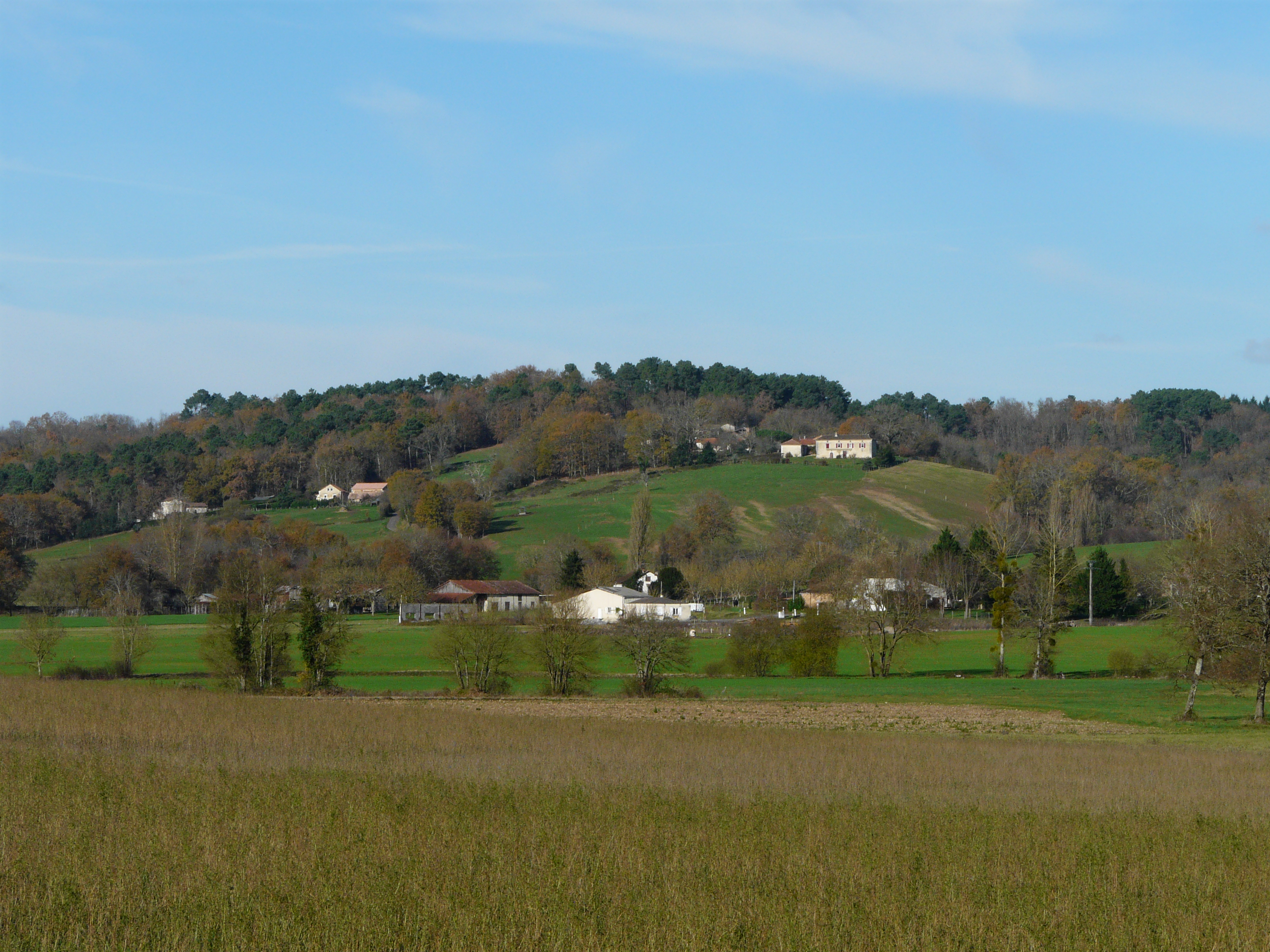
Au-dessus de Chante-Alouette.
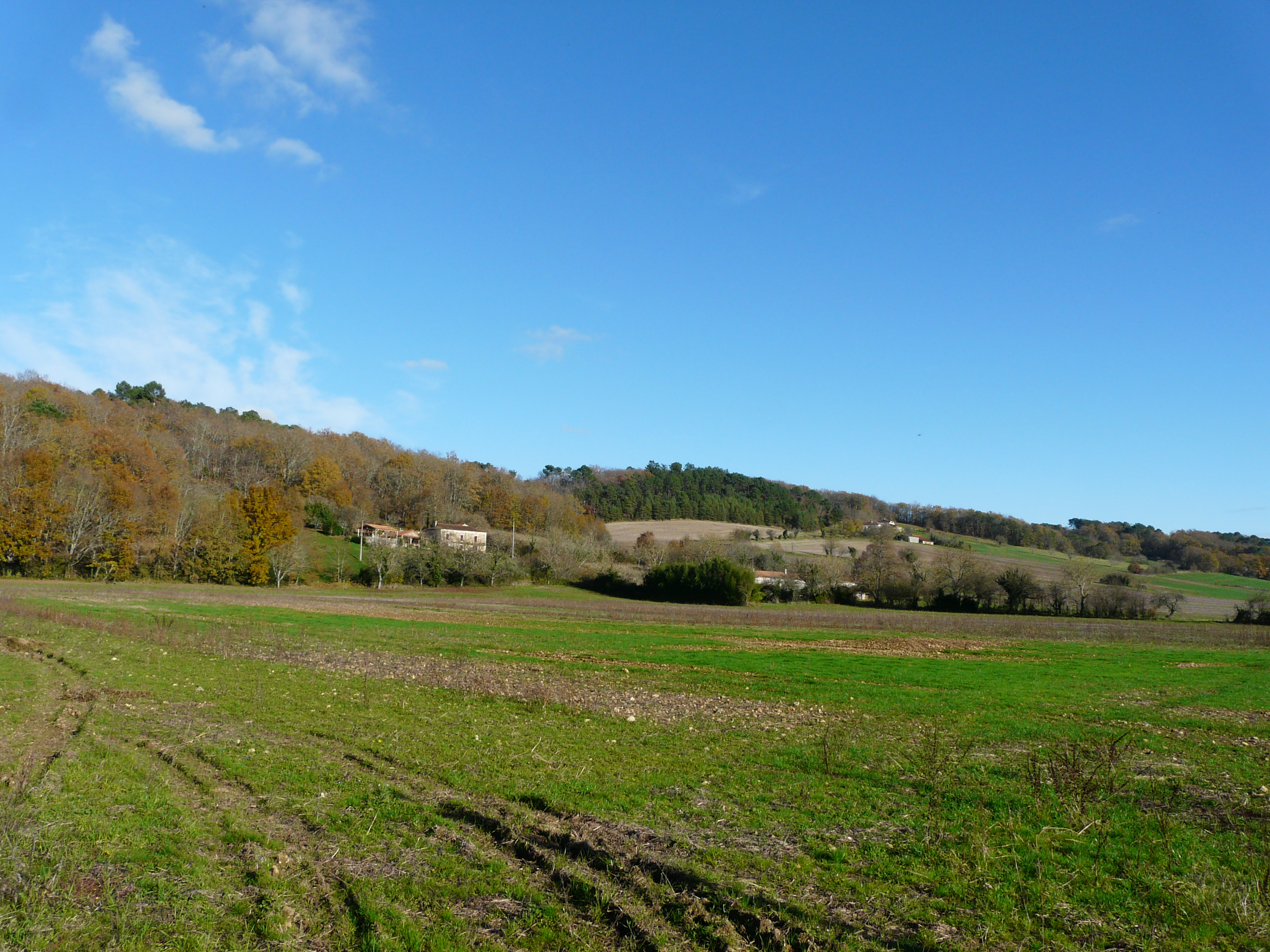
Vers la Chassagne et la Tabatte.
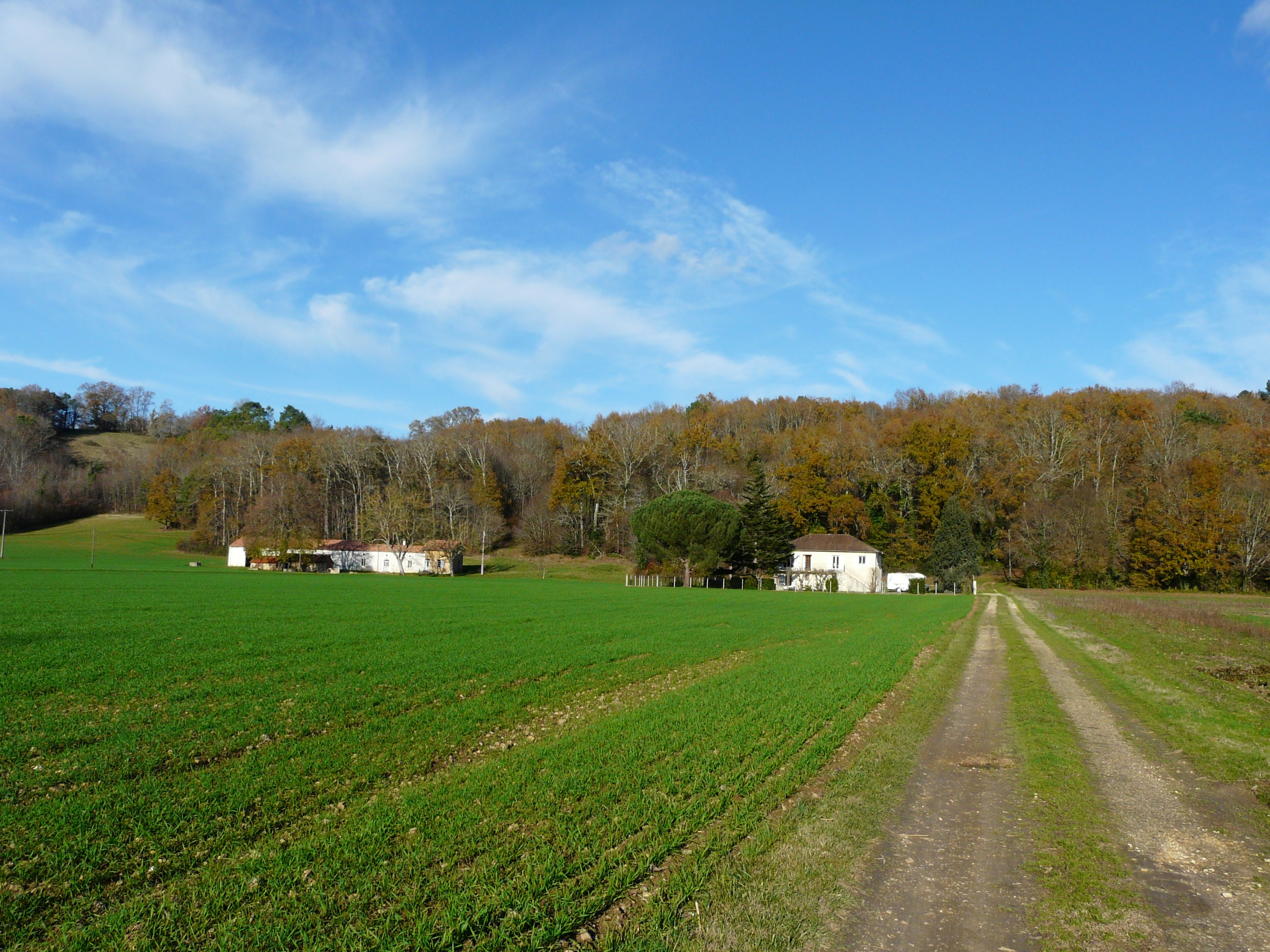
Vers la Garenne.

## Faune

### Espèces animales recensées
Aucune espèce déterminante animale n'a été répertoriée sur le site.
Six espèces d'oiseaux y ont été répertoriées : le Bruant ortolan (Emberiza hortulana), le Bruant proyer (Emberiza calandra), le Busard Saint-Martin (Circus cyaneus), la Pie-grièche à tête rousse (Lanius senator), la Pie-grièche écorcheur (Lanius collurio) et le Pipit rousseline (Anthus campestris).

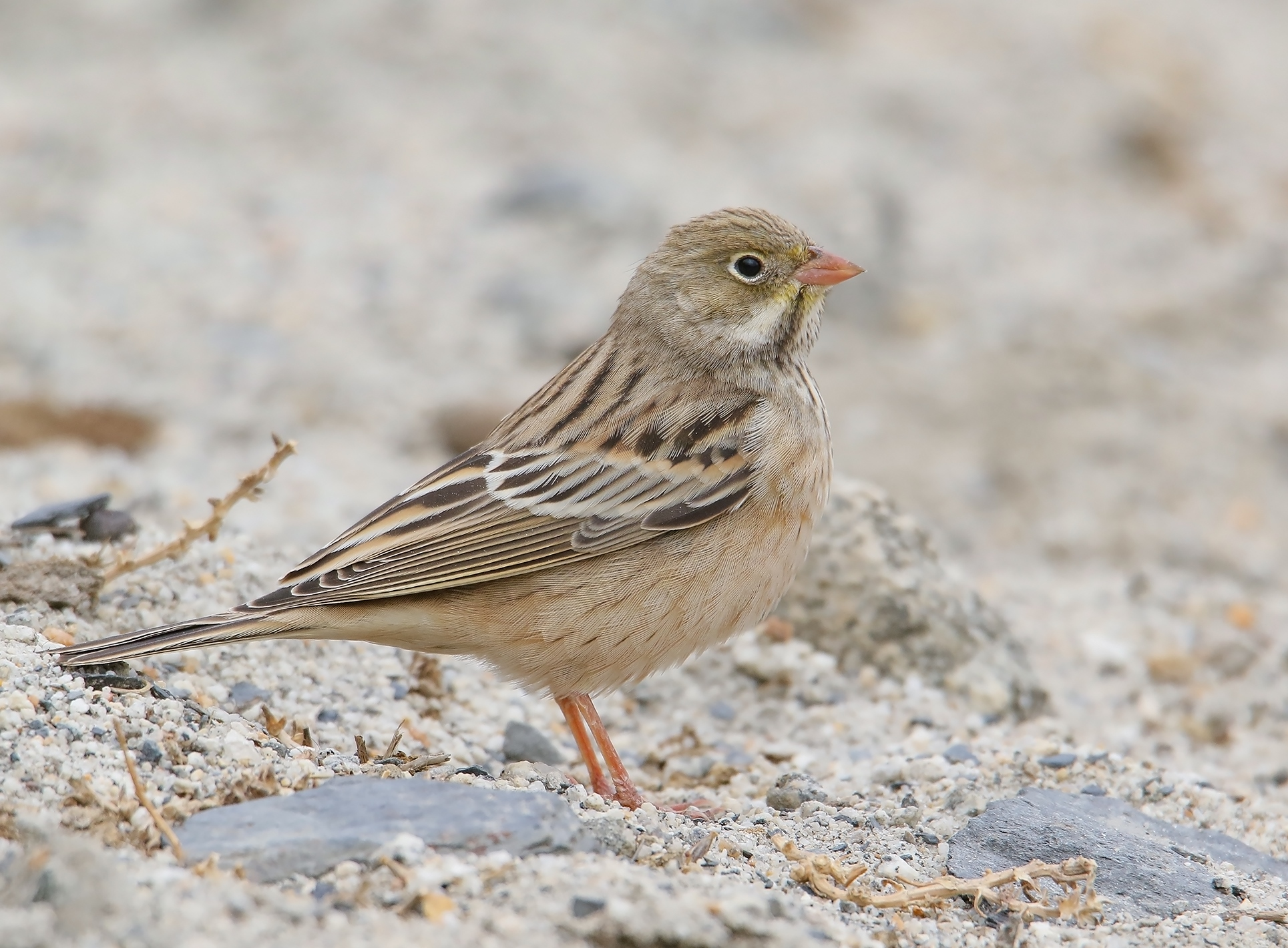
Bruant ortolan.
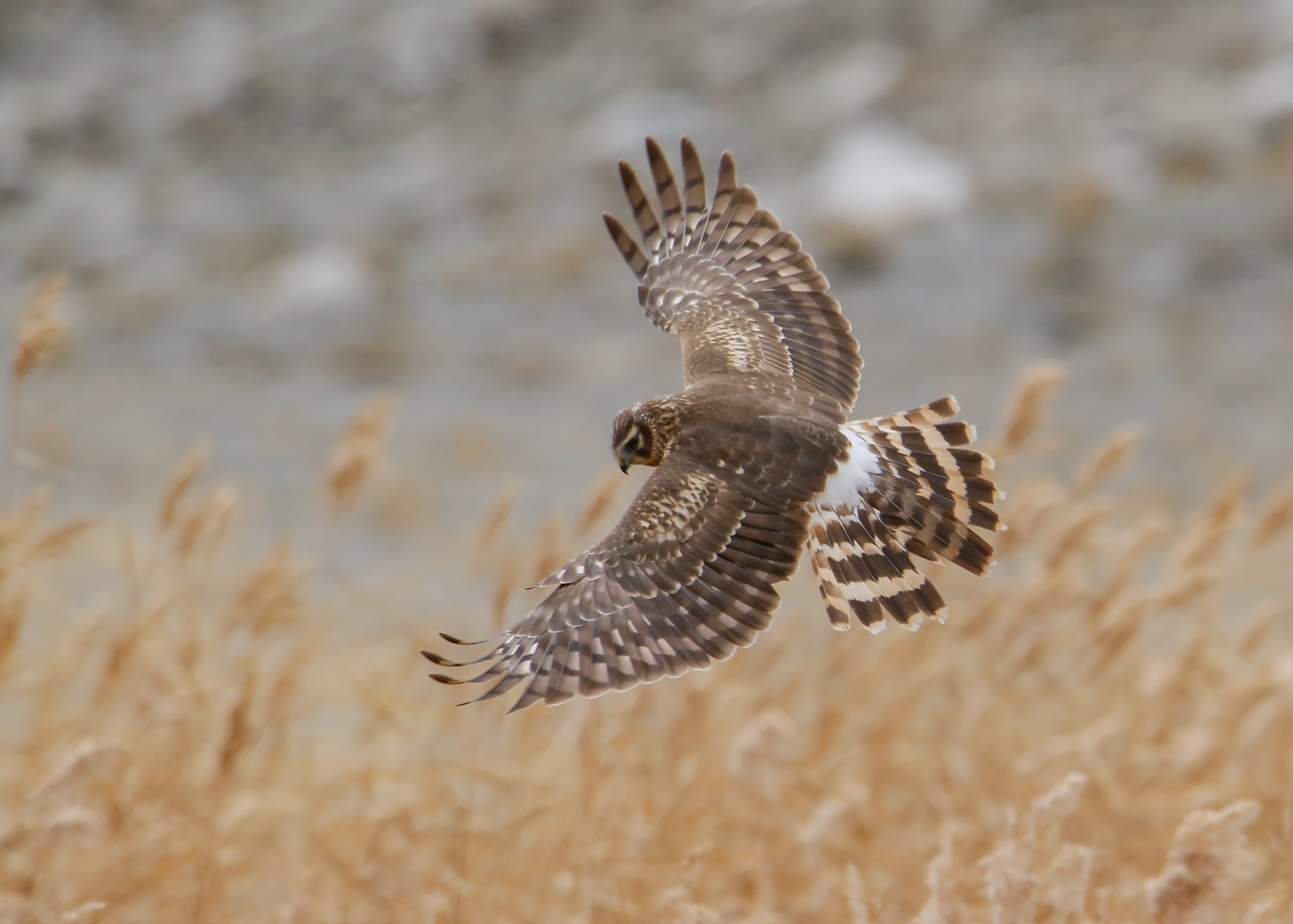
Busard Saint-Martin en vol.
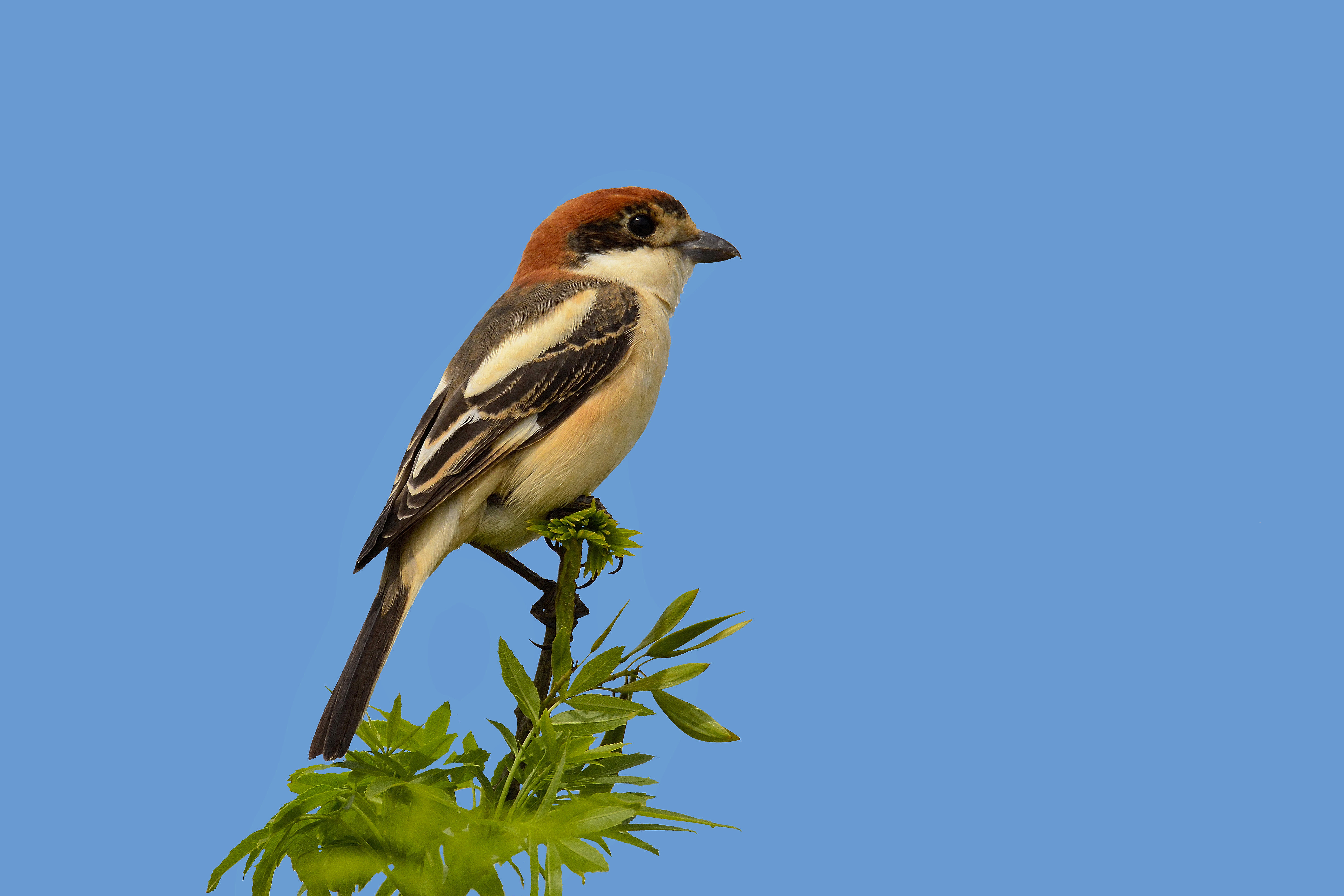
Pie-grièche à tête rousse.
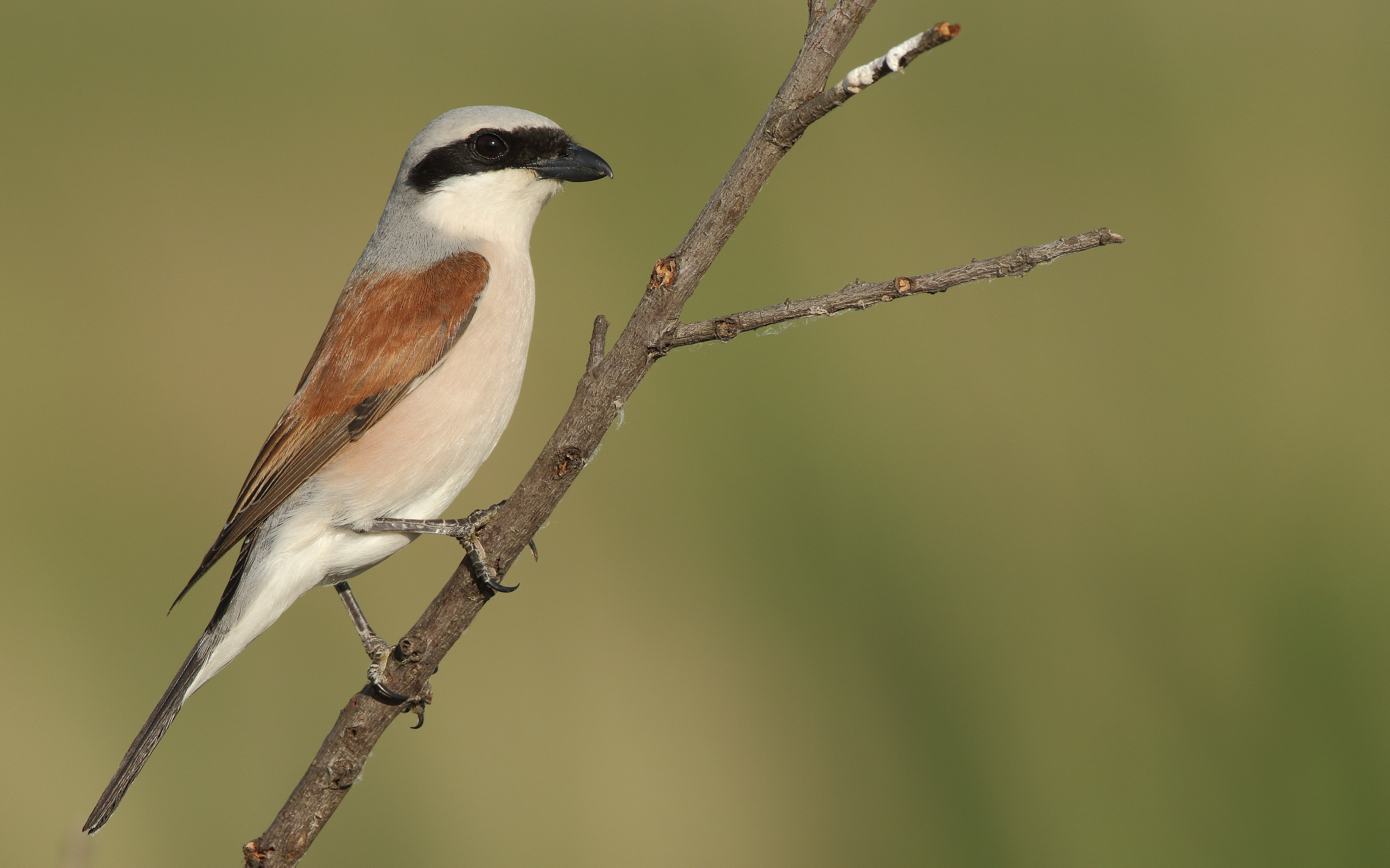
Pie-grièche écorcheur mâle.
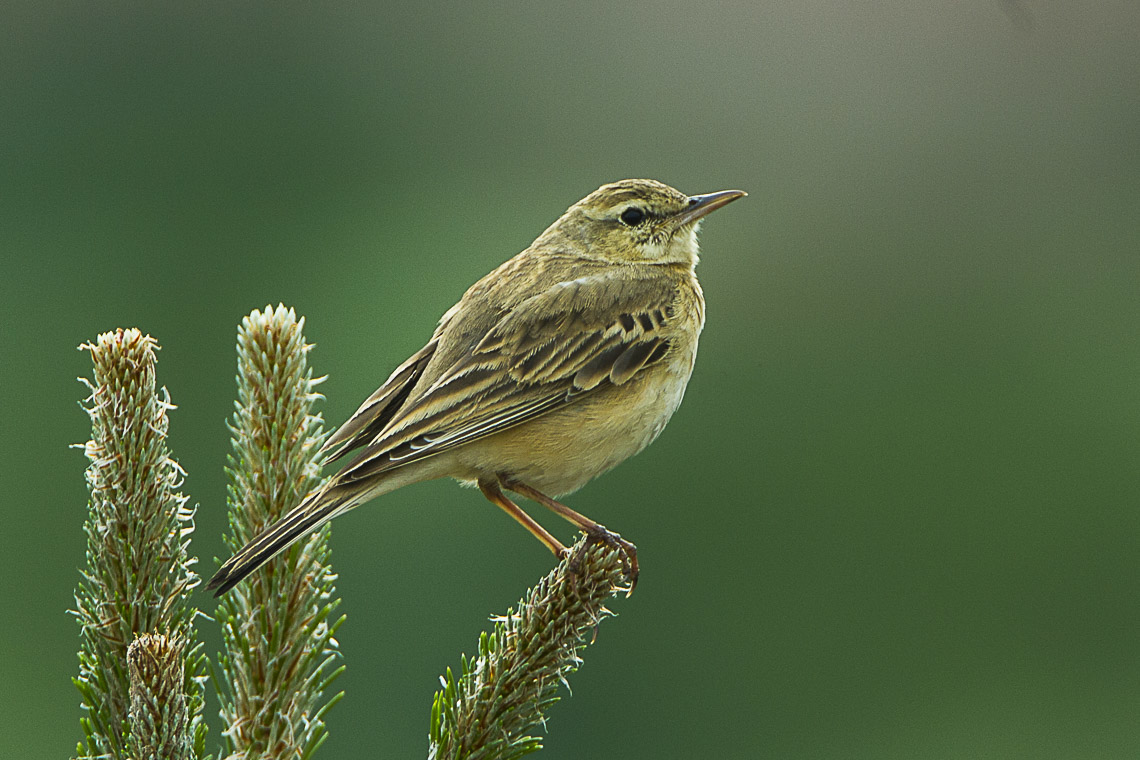
Pipit Rousseline.

### Protection de la faune
Quatre espèces d'oiseaux de la ZNIEFF, le Bruant ortolan, le Busard Saint-Martin, la Pie-grièche écorcheur et le Pipit rousseline, sont protégées au titre de la Directive oiseaux de l'Union européenne ; elles sont donc protégées sur l'ensemble du territoire français, de même que la Pie-grièche à tête rousse.

## Flore
Une espèce déterminante végétale, la Stéhéline douteuse (Staehelina dubia) y a été répertoriée en 2012.
Vingt-trois autres espèces de plantes phanérogames — non déterminantes — ont été recensées sur la ZNIEFF : l'Aspérule à l'esquinancie (Asperula cynanchica), la Blackstonie perfoliée (Blackstonia perfoliata), le Brachypode penné (Brachypodium pinnatum), le Brome dressé (Bromus erectus), la Brunelle laciniée (Prunella laciniata), la Bugrane jaune (Ononis natrix), la Centaurée scabieuse (Centaurea scabiosa), la Coronille naine (Coronilla minima), l'Épiaire droite (Stachys recta), le Genévrier commun (Juniperus communis), la Germandrée petit-chêne (Teucrium chamaedrys), la Globulaire commune (Globularia bisnagarica), l'Inule des montagnes (Inula montana), l'Ophrys brun (Ophrys fusca), l'Orchis bouffon (Anacamptis morio), l'Orchis bouc (Himantoglossum hircinum), l'Orchis moucheron (Gymnadenia conopsea), l'Orchis pourpre (Orchis purpurea), l'Orchis pyramidal (Anacamptis pyramidalis), l'Orchis verdâtre (Platanthera chlorantha), le Petit boucage (Pimpinella saxifraga), la Piloselle (Pilosella officinarum) et la Viorne lantane (Viburnum lantana).

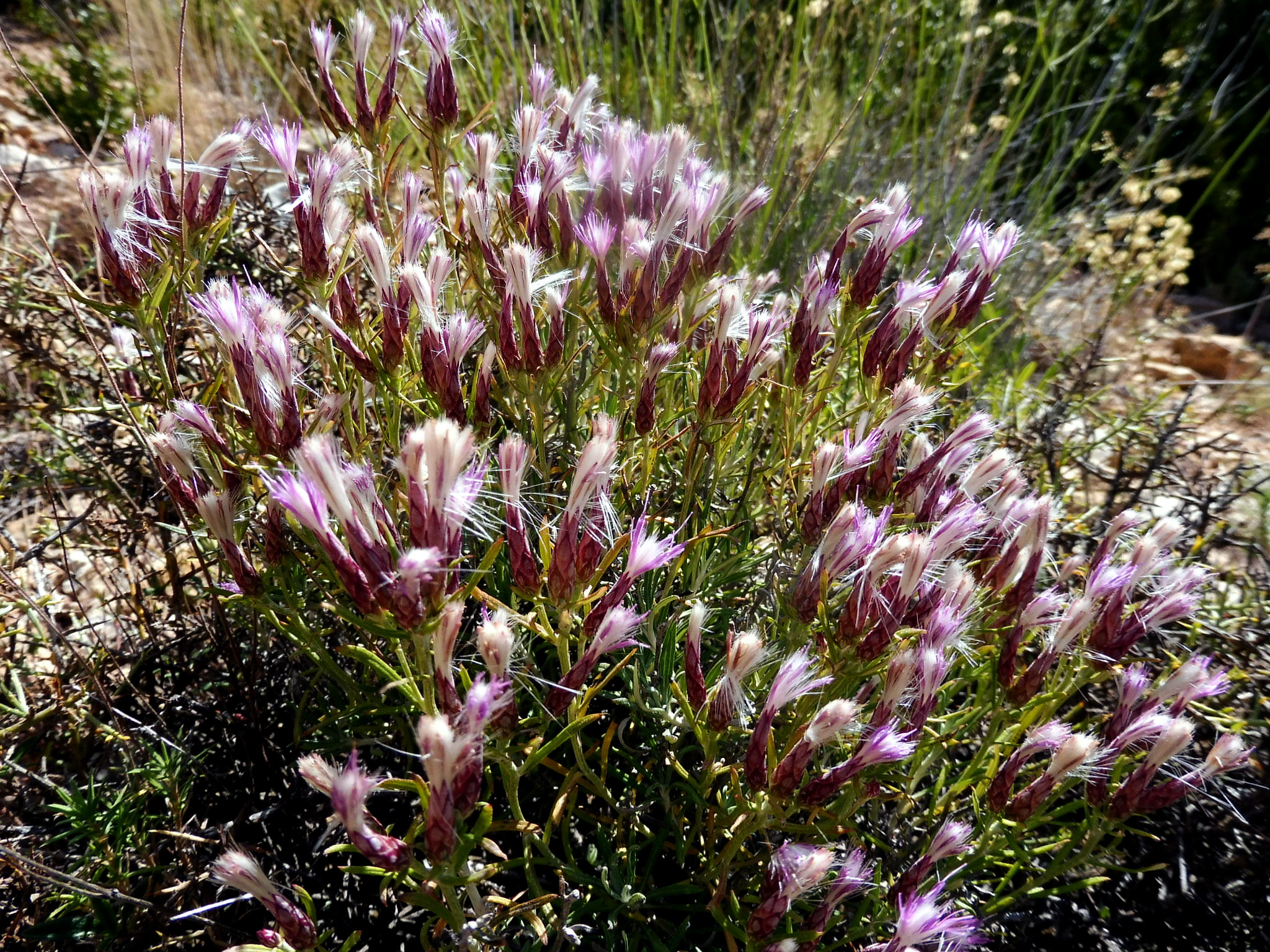
Stéhéline douteuse.
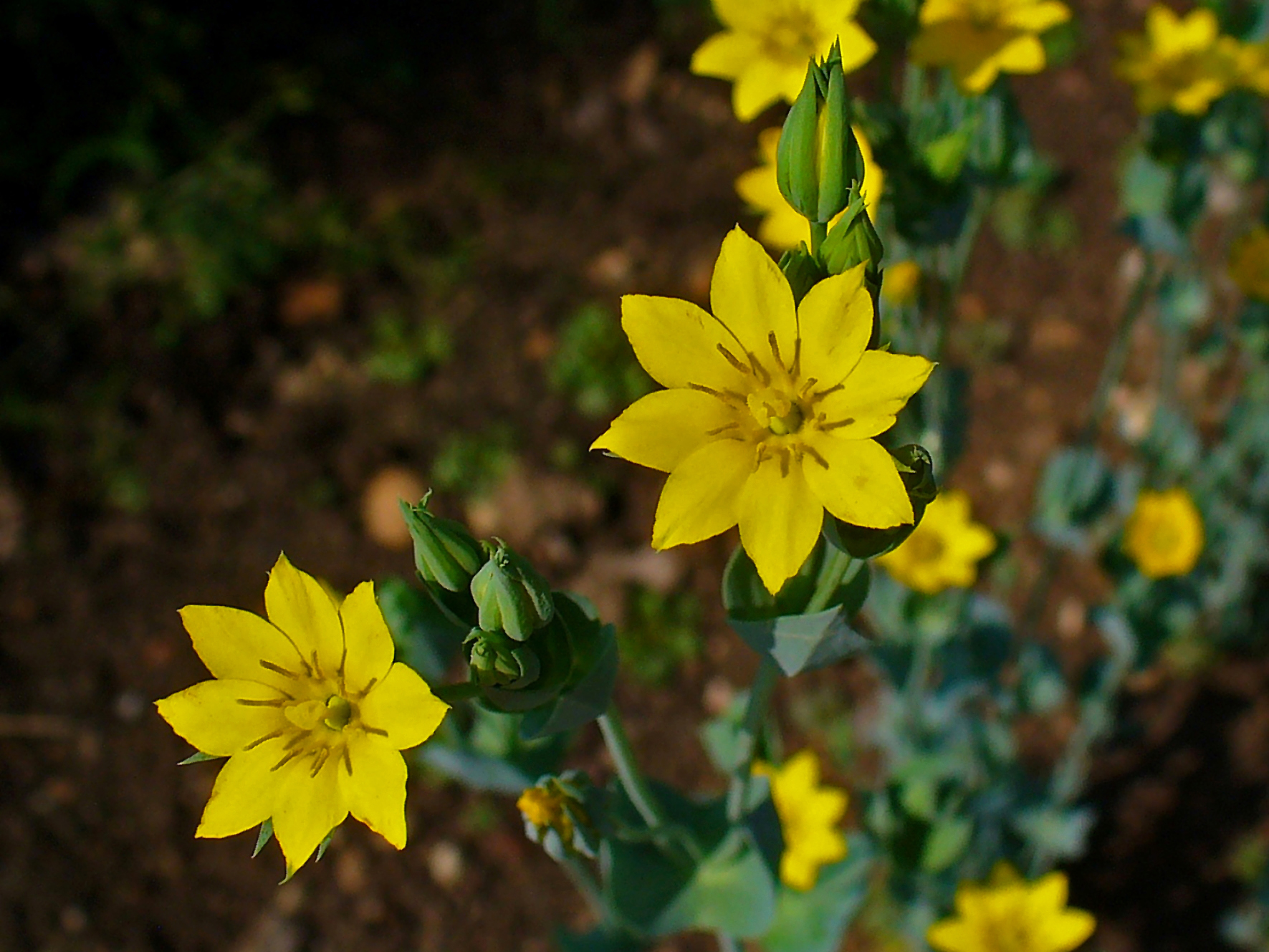
Fleurs de Blackstonie perfoliée.
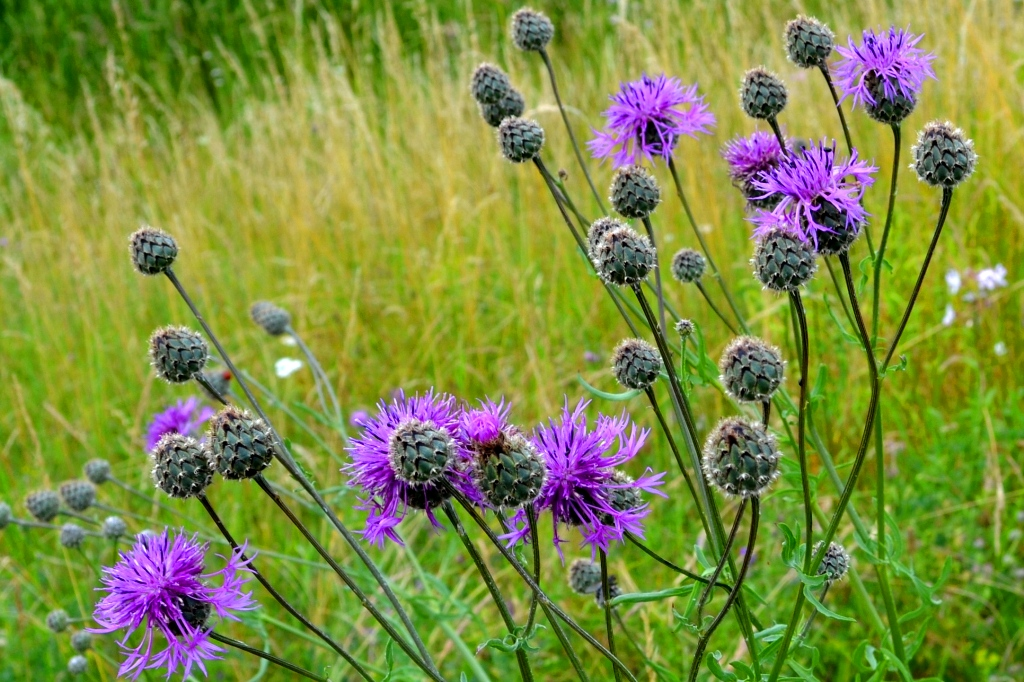
Centaurée scabieuse.
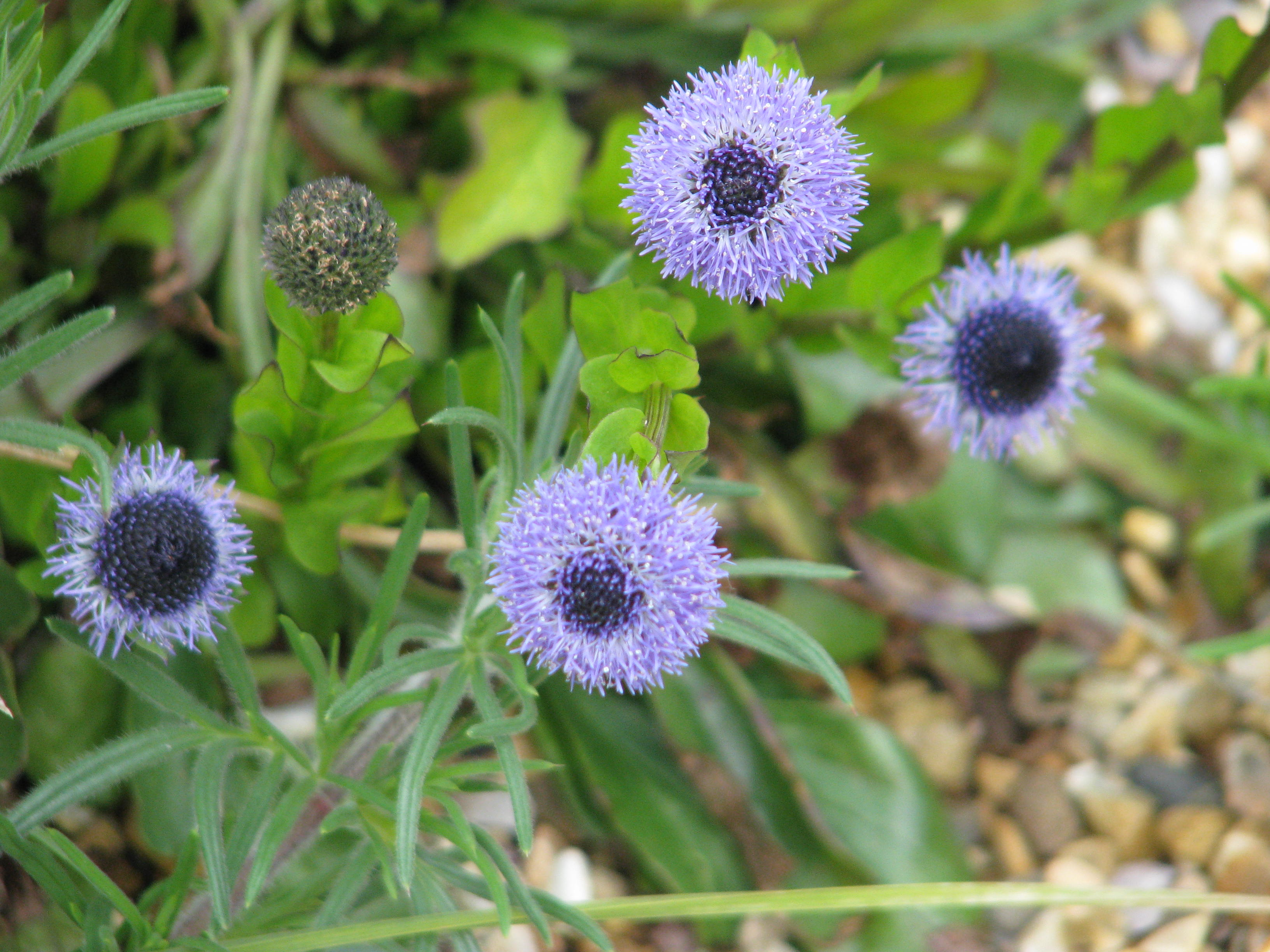
Fleurs de Globulaire commune.
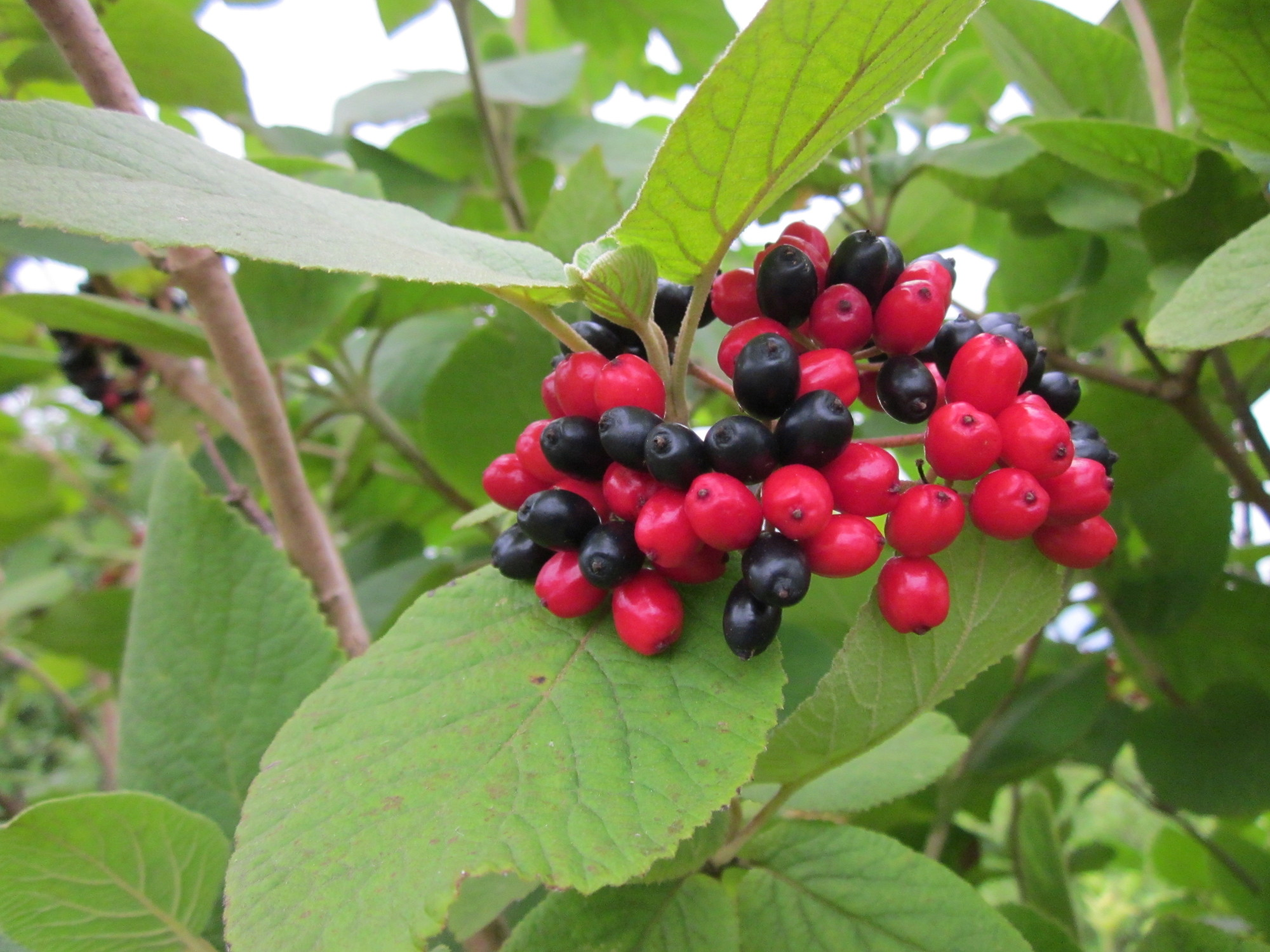
Fruits de Viorne lantane.

## Espaces connexes
Le territoire de la ZNIEFF des Coteaux du Vern borde à quelques endroits celui de la ZNIEFF de type II « Vallée de l'Isle de Périgueux à Saint-Antoine-sur-l'Isle, le Salembre, le Jouis et le Vern » qui concerne notamment toute la vallée du Vern depuis l'amont de Bordas jusqu'à sa confluence avec l'Isle.